# 衣锦桥
30°21′02.6″N 120°11′19.9″E / 30.350722°N 120.188861°E

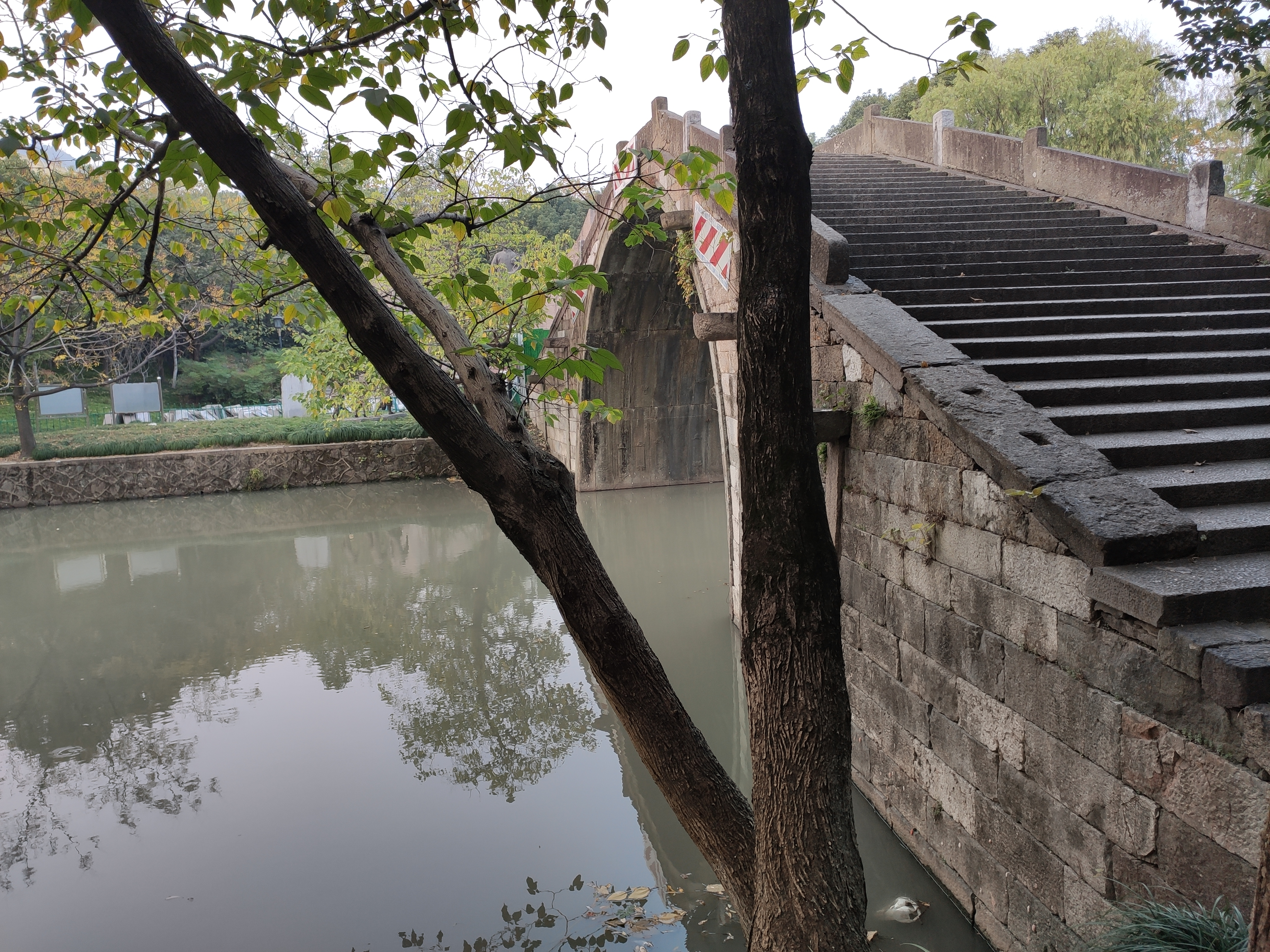

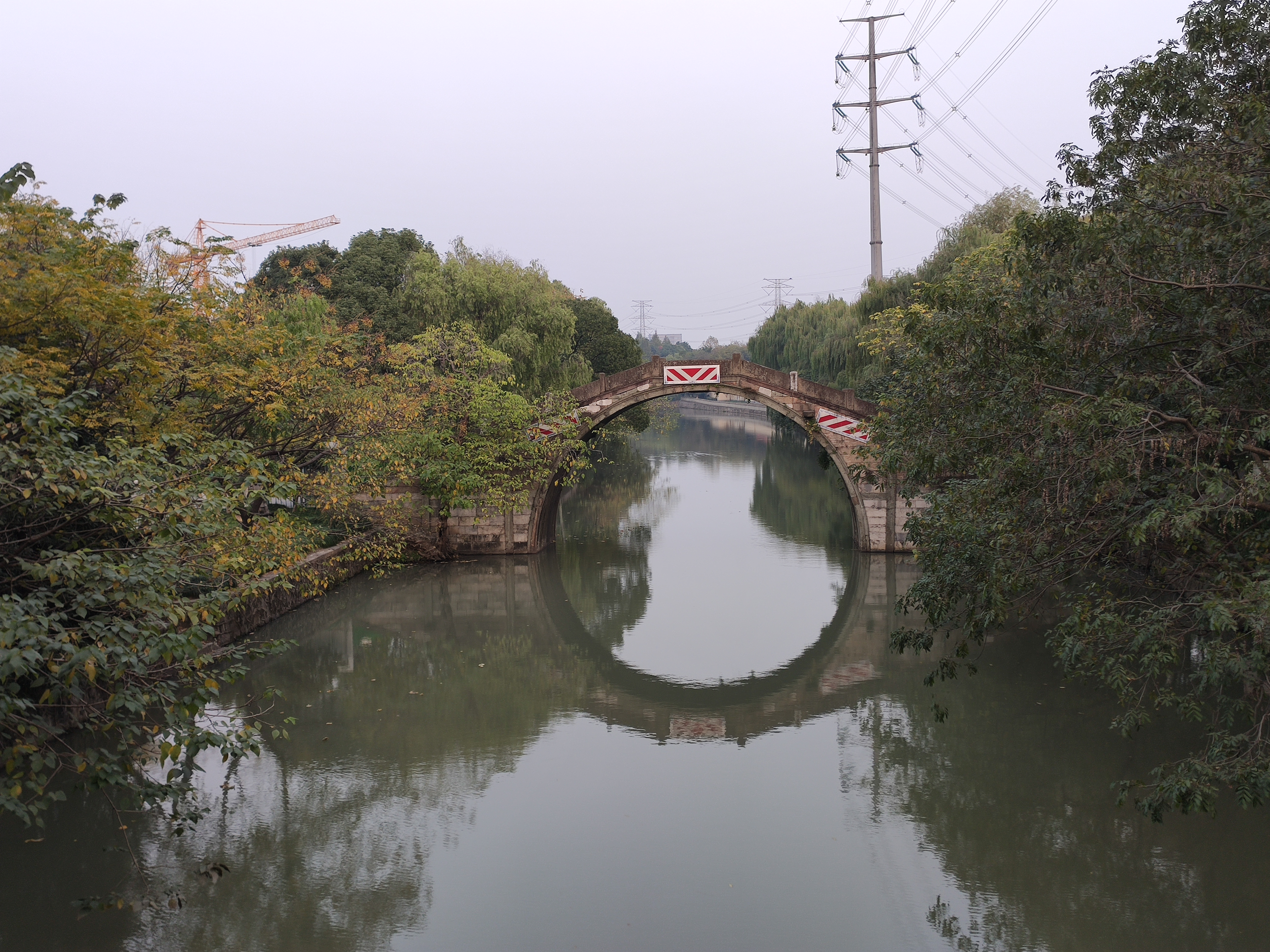

衣锦桥位于浙江省杭州市半山街道，南北横跨上塘河，半山森林公园南部山脚，俗名半山桥，也作依锦桥，为多级台阶半圆形单孔石拱桥，为杭州市文物保护单位。

## 结构
长29.5米，宽4.48米。
外观形制为清代风格。桥洞高敞，便于行船。桥墩由25层条石叠砌，拱券采用纵联分节并列砌置法。 拱顶装饰龙纹石雕，拱腹镌刻捐资建桥题记。明柱上刻楹联。桥面平台雕有葵花式图案，两端桥坡通过台阶上下，桥面两侧用石栏板及望柱为栏杆。

## 历史
依2004年出土的《衣锦桥重建记碑》记载，衣锦桥始建于唐僖宗乾符二年（875年），毁于宋南渡之末，复建于元世祖时,明天启三年（1623年）修葺，至清乾隆四十三年（1778年）重建。2004年整修。

## 古纤道
桥下有20多米的古纤道，低水位时可露出水面。桥洞壁上还留有深浅不一的纤痕，为纤夫行舟背纤长期摩擦所留。

## 轶事

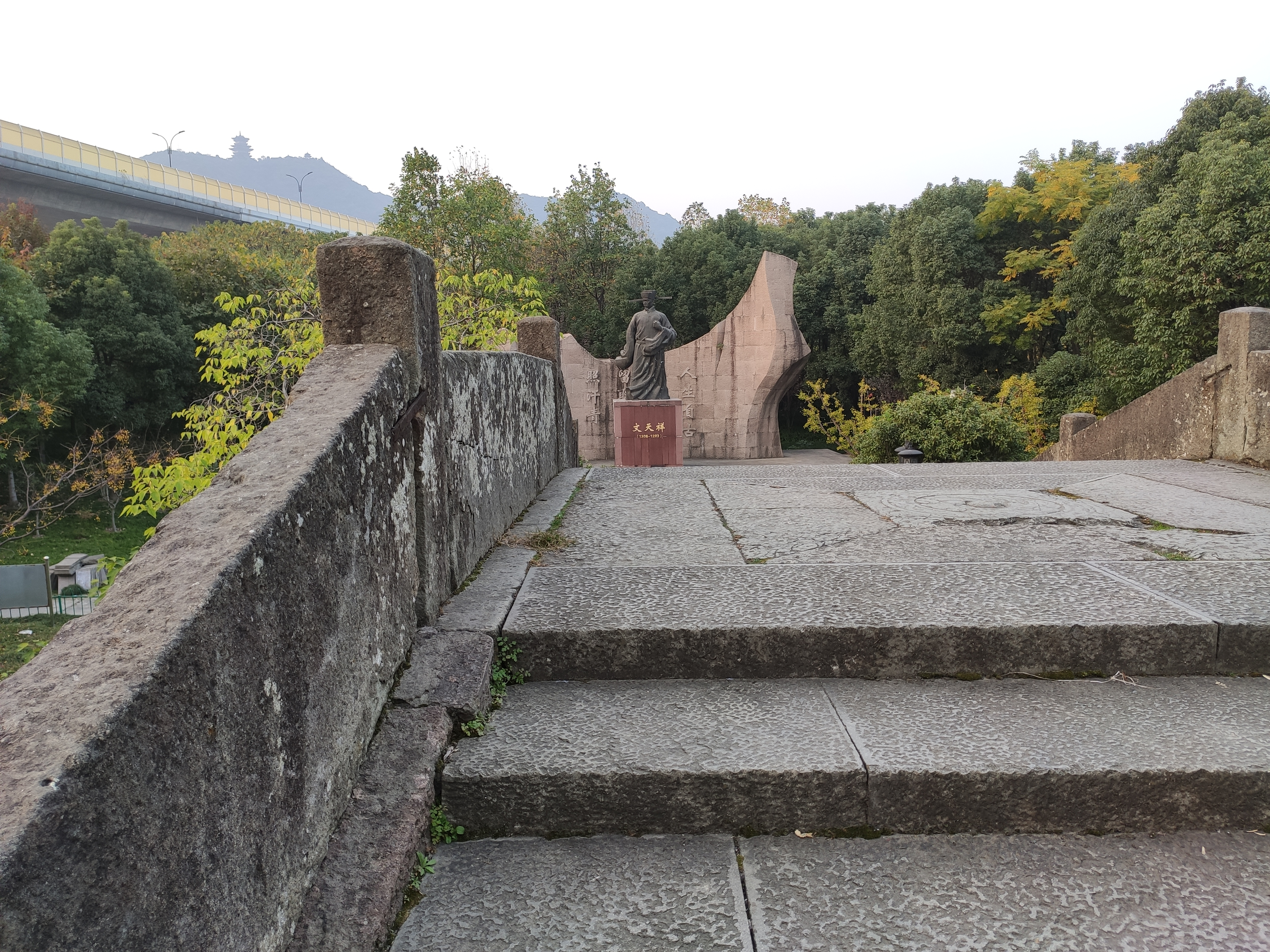
桥北为文天祥塑像。左侧为秋石高架，远处为半山和望宸阁

文天祥曾赴皋亭山元营谈判，在谈判过程中，文天祥据理力争，怒骂伯颜，即皋亭抗辩。据传曾经衣锦桥过河。现于衣锦桥北侧，立有一座四五米高的文天祥人物雕塑。